# David Williams (pokerspeler)
David Anthony Williams (9 juni 1980) is een Amerikaans professioneel poker- en Magic: The Gatheringspeler.
Williams begon zijn kaartcarrière met het spelen van Magic, maar stapte over naar het poker omdat daar meer geld mee te verdienen was. Hij won onder meer het $1.500 Seven Card Stud-toernooi van de World Series of Poker 2006 (goed voor een hoofdprijs van $163.118,-) en het World Poker Tour $25.000 World Championship 2010 (goed voor $1.530.537,-). Zijn financieel grootste prijs won hij niettemin op de World Series of Poker 2004, toen hij tweede werd in het Main Event (No Limit Hold 'em) en daarmee $3.500.000,- ophaalde.
Williams verdiende tot en met juni 2015 meer dan $8.625.000,- in pokertoernooien (cashgames niet meegerekend).

## Wapenfeiten

### Titels
Behalve een WSOP- en een WPT-titel won Williams verschillende andere prestigieuze pokertoernooien. Zo won hij: 
- het $1.500 Limit Hold'em-toernooi van de Five-Diamond World Poker Classic 2004 (goed voor $121.057,-)
- het $5.000 H.O.S.E.-toernooi van het 2006 WSOP Circuit ($91.250,-)
- het $5.000 No Limit Hold'em-toernooi van de Bellagio Cup III in 2007 ($129.120,-)
- de $20.000 Week 7 - Jam Up Week van het televisieprogramma Poker After Dark III in 2008 ($140.000,-)

### Grote cashes
Daarnaast won Williams hoge prijzengelden met onder meer zijn:
- tweede plaats op de WPT $10.000 No Limit Hold'em Final Day van de 2004 Borgata Poker Open ($573.800,-)
- vierde plaats op het WPT $10.000 Main Event - No Limit Hold'em van de Bay 101 Shooting Stars 2006 ($280.000,-)
- vierde plaats op het $10.000 WPT Main Event - No Limit Hold'em van de The Mirage Poker Showdown 2006 ($221.958,-)
- tweede plaats op het $5.000 No Limit Deuce to Seven Draw-toernooi van de WSOP 2006 ($256.091,-)

## WSOP
| Jaar                       | Toernooi               | Prijs      |
| -------------------------- | ---------------------- | ---------- |
| World Series of Poker 2006 | $1.500 Seven Card Stud | $163.118,- |